# Corvin Áruház
A Corvin Áruház az egyik legrégebbi budapesti nagyáruház, központi fekvésének köszönhetően pedig a főváros egyik leglátogatottabb áruháza volt. Az ezredforduló környékén a gombamód szaporodó plázák miatt a forgalma visszaesett. Az áruház a Blaha Lujza tér déli oldalán található, az EMKE szállóval szemben. A Keleti és Nyugati pályaudvarok közelsége miatt az áruház a vidékről érkező vásárlók számára is könnyen megközelíthető, ez is magyarázta a több évtizeden át tartó töretlen sikerét.

## Története

### A második világháború előtt
1915-ben az áruház építése miatt az addig ott üzemelő Apolló Mozi átköltözött az Erzsébet körúti Royal Szállodába. A helyére épült Corvin Áruházat 1926. március 1-én adták át a vásárlóknak. A Corvin Áruházat a hamburgi M. J. Emden und Söhne cég alapította, egymillió magyar korona alaptőkével. A részvénytársaság alelnöke Lewin Miksa lett, és ő volt az áruház első igazgatója is. Az épületet Reiss Zoltán tervei alapján építették meg, és klasszicizáló stílusú, díszes palotahomlokzatot kapott. 

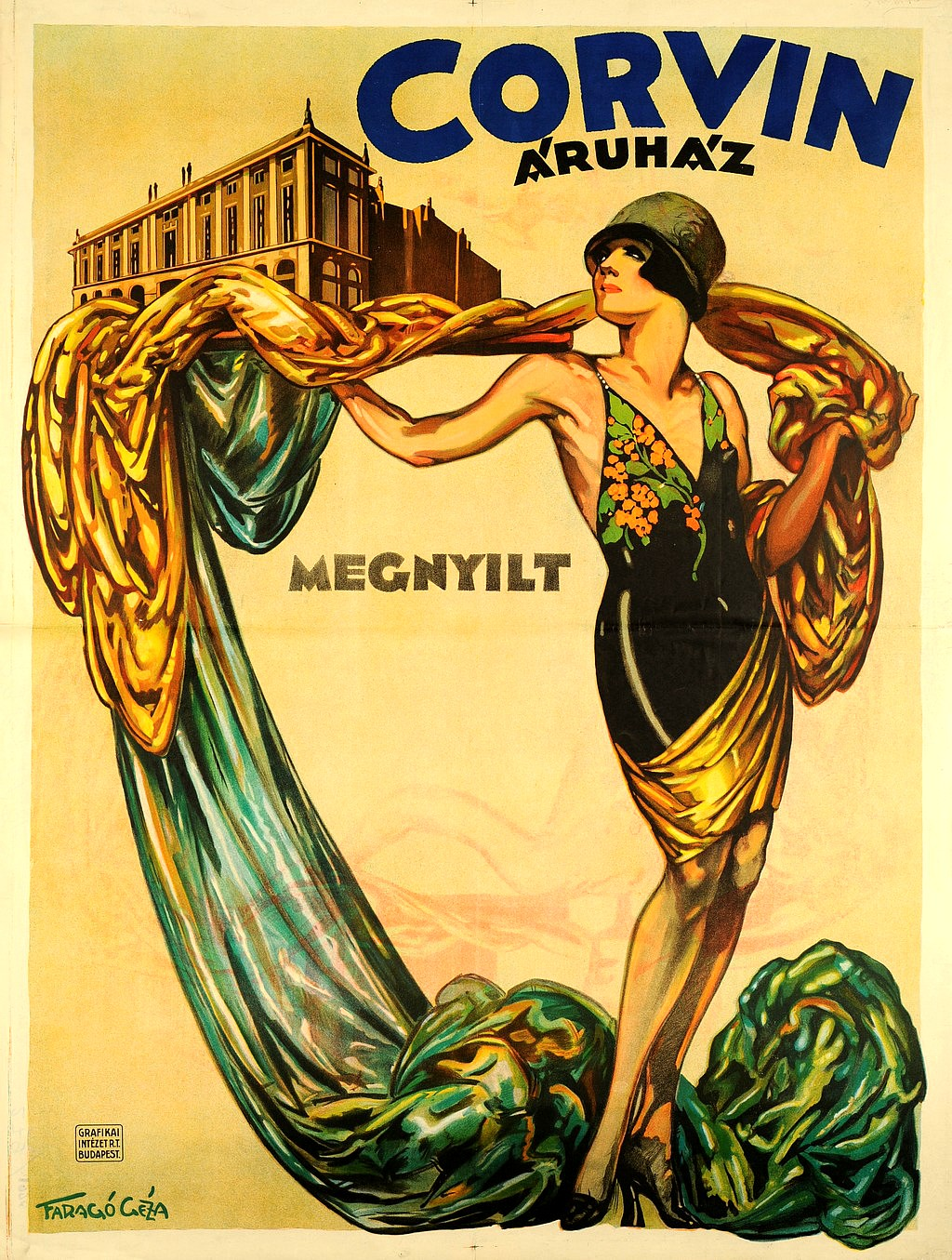
Faragó Géza plakátja (1926)

A látszólag egyemeletes homlokzat valójában négy emeletet rejtett maga mögött, melynek ablakai teljes négy emelet magasságban összefüggtek, és ezeket alig észrevehető fabetétek választották el. A bejárat mögött kétszintes, üvegtetős csarnokrész fogadta a vásárlókat. A belső tereket és felületeket Beck Ö. Fülöp és Pongrácz Szigfrid szobrászművészek munkái díszítették.
A látogatók nemcsak vásárlási célból látogatták az áruházat: volt benne vendéglő, kávéház, menetjegyiroda és gyorsfényképészet is, így a vásárlás egyben szórakozás is volt. Divatbemutatókat és képzőművészeti kiállításokat is rendeztek a palotaszerű épületben. A vásárlókat délutánonként szalonzenével szórakoztatták. Az áruház megjelenésével a Blaha Lujza téri csomópont a főváros egyik legforgalmasabb kereszteződésévé vált, és itt, a Rákóczi út és a Nagykörút sarkán helyezték üzembe az ország első villanyrendőrét, 1926. december 23-án. A Corvinban nagy sikernek örvendett az 1931-ben üzembe helyezett mozgólépcső, amely az első és sokáig egyetlen ilyen szerkezet volt az országban.
1930-ban a Pesti Hírlap Képes Naptára méltatólag írt az áruházról:
„Egész kis város ez az egyetlen épület, s ma már Európa legelső divatotthonává fejlesztette igazgatósága. Küszöbét nemcsak a főváros vásárlóközönségének ezrei lépik át, de óriási termeiben randevút ad egymásnak a vidék jó pénzért jót vásárolni szerető népe éppen úgy, mint azok a külföldiek, akik tudják, hogy Budapest divatkereskedelme nem marad ízlés, minőség és lelkiismeret tekintetében sem Párizs, sem London mögött… Mert ahogyan Európa divatját Párizs, a fővárosét a Corvin diktálja és igen szerencsés, mesteri kézzel.”

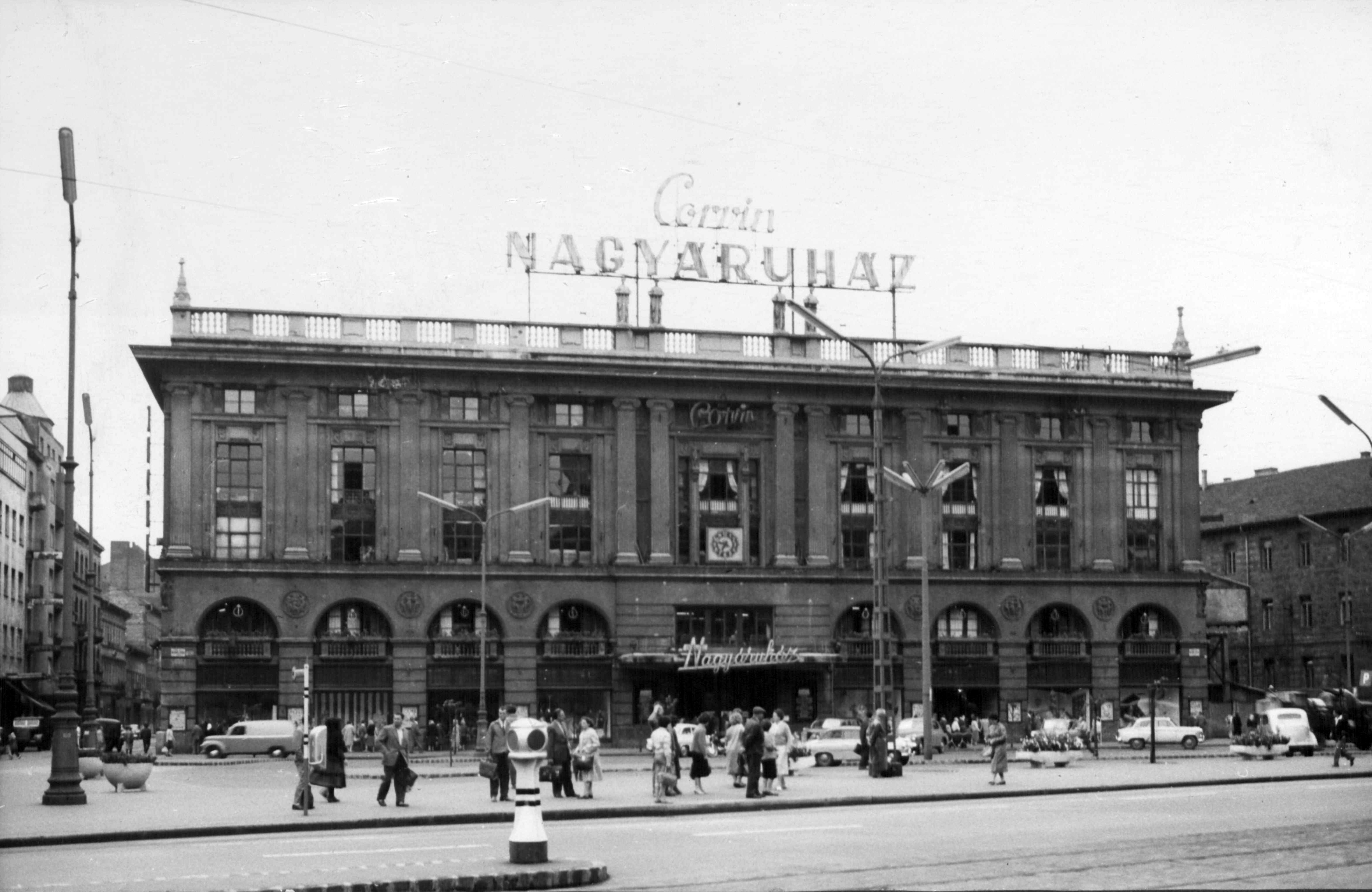
A Corvin nagyáruház épületének eredeti neoklasszicista homlokzata 1961-ben

### Az államosítás után
Az áruház a második világháború során kiégett ugyan, de csupán kisebb sérüléseket szenvedett. 1944-ben bezárt. A talpra álló áruházat 1948-ban államosították. Újjáépítése után Budapest Nagyáruház néven működött. Az 1956-os forradalomban az épületet nagyobb károk érték. 1966-ban az Országos Áruházi Vállalat üzemeltetésébe adták, amely 1967-től Centrum Áruházak néven folytatta tevékenységét, az áruház pedig felvette a Centrum Corvin Áruház nevet. A belső felújítás mellett ekkor került a tér felőli homlokzatra az azóta megkopott, egyszerű alumíniumborítás. A rendszerváltást követően a Centrum Áruházakat átszervezték, és 1991-től Centrum Áruházak kft. néven folytatták működésüket, majd később részvénytársasággá alakultak.

### A privatizáció után
A Corvin Áruház privatizációja 1992-ben kezdődött meg.

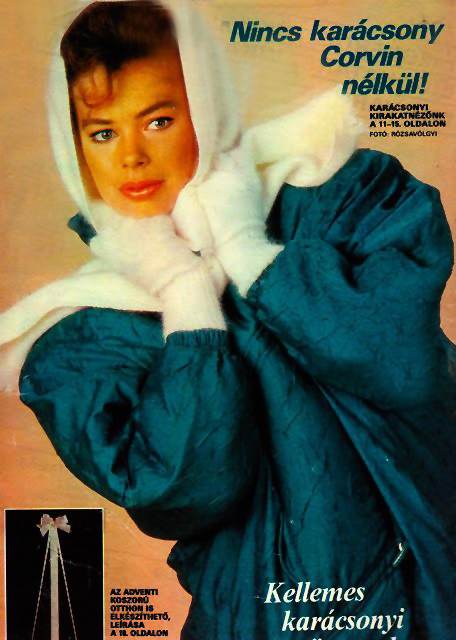
Nincs karácsony Corvin nélkül! (Rózsavölgyi Gyöngyi felvétele)

A kilencvenes évek közepén elindult „plázabumm”, vagyis a korszerűbb plázák és bevásárlóközpontok építése fokozatosan háttérbe szorította a Corvinhoz hasonló régi nagyáruházak jelentőségét és versenyképességét. 1997-ben a Skála többségi tulajdont szerzett a Centrum Áruházakban, majd a két vállalat 1999-ben fuzionált. Így a Corvin Áruház a Skála áruházainak tagja lett. Ebben az időben szóba került a Corvin felújítása, melynek során eltávolították volna a homlokzatot takaró alumíniumburkolatot is, de a terv végül nem valósult meg. A Skála 2005-re belátta, hogy nem sikerült megvalósítani céljukat a fúzióval és az új üzletpolitikával, és így az ingatlanjaik eladása illetve bérbeadása mellett döntöttek.
A felújításra szoruló áruházat a főleg női ruhákat árusító Tranzit Outlet vette bérbe 2005. február 15-től, de nem sokkal később az összes boltjukat, így a Corvinban levőt is bezárták.
2006 decembere óta, a Tranzit kiköltözése valamint 5 hónap zárva tartás után ismét Skála áruházként működik.
Időközben újabb tervek is születtek a felújításra és modernizációra, de ezeket a 2008-as gazdasági válság söpörte el.

## Jelene

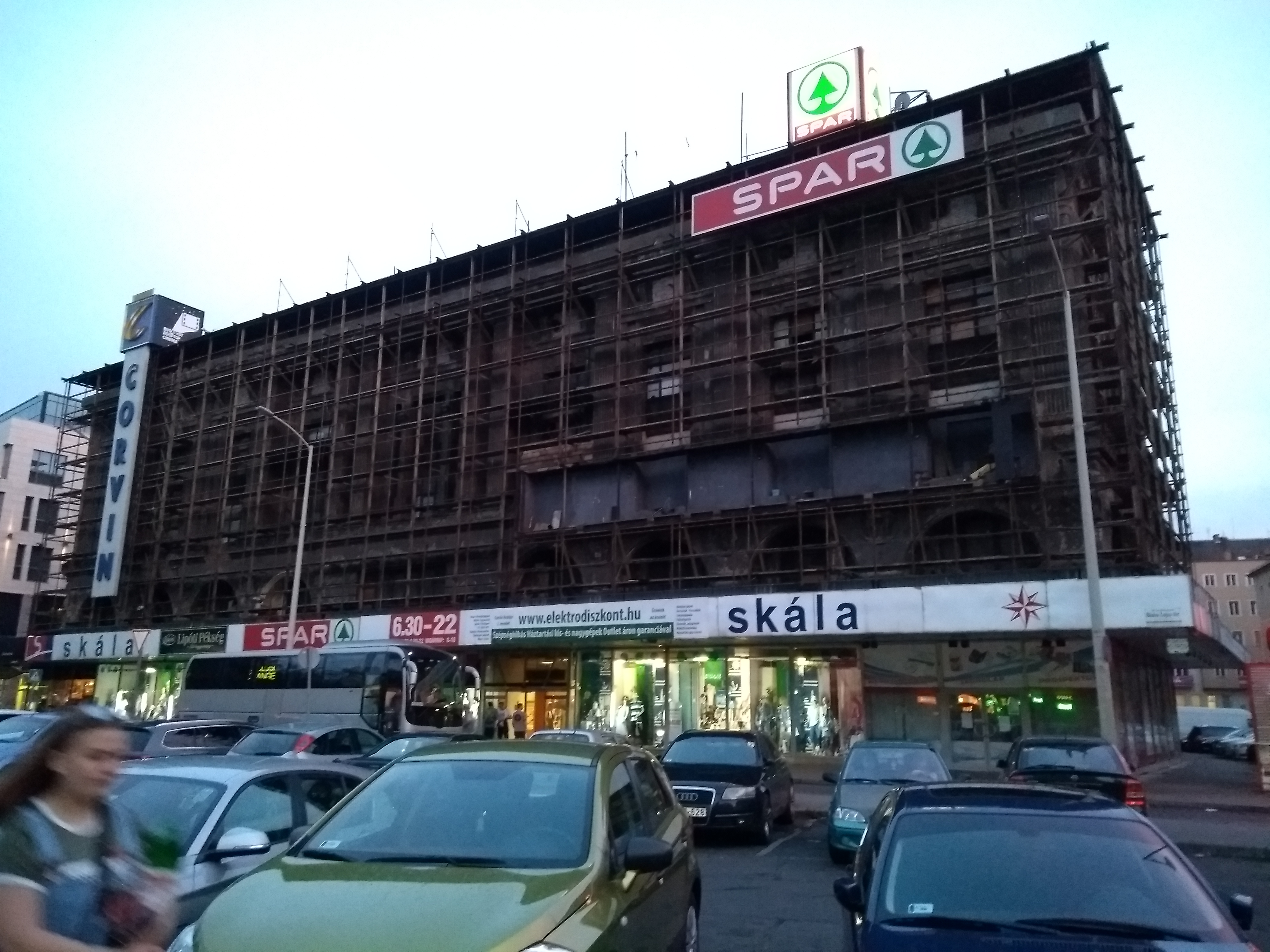
Az épület a régi alumínium burkolat lebontását követően 2018 júniusában

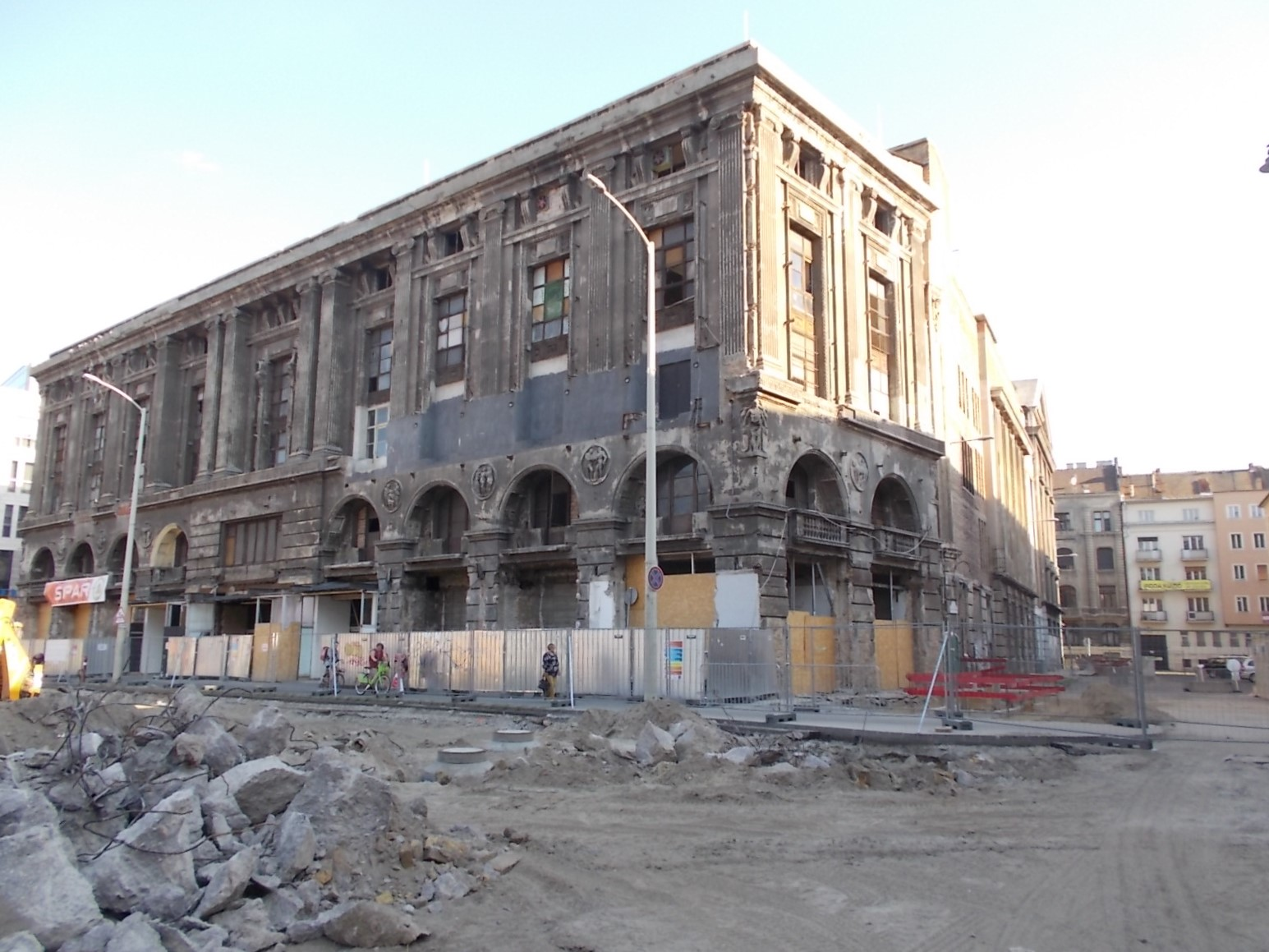
Az épület 2021-ben, a felújítás előtt

Az áruház 2006 decemberében megújulva lépett a vásárlóközönség elé: a földszint nagy részén SPAR szupermarket, Libri könyvesbolt, BÁV-ékszerüzlet és -zálogfiók működött, míg az első és második emeleten különböző áruházi osztályok voltak, benne ruházati termékektől kezdve műszaki cikkekig. Dacára a kínai érdekeltségű tulajdonosi körnek, a kínálatban nemcsak kínai termékeket, hanem sok  márkás európai és magyar árut is kínáltak, főleg a női ruházati és a cipőosztályon. Az emeleten a kereskedelmi tevékenység mellett több kisebb szolgáltató cég is működött.
A harmadik emeleten 2012 és 2017 szeptembere között a Művelődési Szint (MÜSZI) nevű független, önálló kulturális és közösségi központ működött.
Az áruház közkedvelt részévé vált a 2007 májusában a tetőteraszon megnyitott Corvintető, amely 2008-ban negyedik emeleti, zárt termekkel bővült. Korábban a 600 m²-es, többnyire szociális funkciót betöltő szinten az áruház dolgozóinak gyermekei tölthették óvodás éveiket, illetve dohányzóhelyként működtek egyes részei. A tetőtéri szinten az ott működő bár, lokál és klub helyiségei koncerteknek, partiknak, kiállításoknak és különböző előadásoknak adtak helyet, ahonnan a VIII. kerület és a Budai-hegyek panorámájában is gyönyörködhettek a látogatók. A népszerű szórakozóhelyet a kerületi önkormányzat 2018-ban bezáratta.
2017 novemberében újra híre ment, hogy a józsefvárosi képviselő-testület döntése szerint elbontanák az áruházat takaró alumíniumburkolatot. 2018. május 23-án Sára Botond alpolgármester jelenlétében és közreműködésével elkezdődött az alumíniumburkolat eltávolítása. A művelet május 28-ára fejeződött be. A Corvin tulajdonosa magánberuházásban tervezi az épület műemléki homlokzatának felújítását, a munkálatok utolsó ütemeként, a Blaha Lujza tér felújításával egyidejűleg. Először 2022-re tervezték a megnyitást, majd az újabb tervek szerint ezt 2023 tavaszára időzítették, végül csak október 19-én nyílt meg néhány földszinti és alagsori üzlettel, míg a további épületrészek csak később készülnek el.